# هنري أشلي
هنري أشلي (بالإنجليزية: Anthony Henry Ashley-Cooper)‏ (5 مايو 1807 - 2 ديسمبر 1858) هو سياسي ولاعب كريكت بريطاني (وحمل سابقاً جنسية المملكة المتحدة لبريطانيا العظمى وأيرلندا).

## وصلات خارجية
- هنري أشلي على موقع إي آس بي آن كريك إنفو (الإنجليزية)